# 오노하라섬

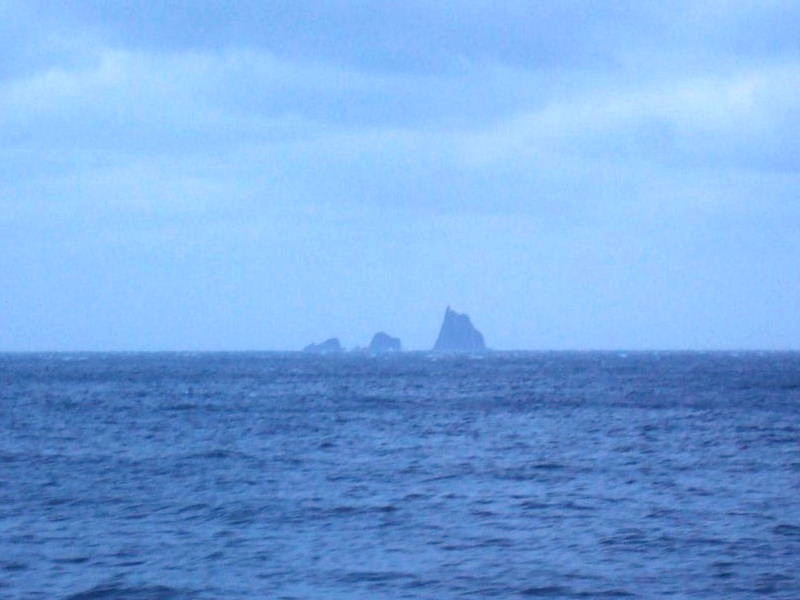

오노하라섬(大野原島)은 일본 도쿄도 이즈 제도에 속하는 화산섬이다. 이 섬은 여러 개의 암초로 이루어져 있는 섬이다. 면적이 0.02km2인 매우 작은 무인도이다.

## 같이 보기
- 이즈 제도